# Statistiche della nazionale maschile di rugby a 15 dell'Italia
Statistiche relative agli incontri disputati dalla nazionale italiana maschile di rugby a 15 dal 20 maggio 1929 al 5 dicembre 2020.

## Statistiche di squadra

### Generali
- Vittoria con il massimo scarto: 96 punti
Italia - Rep. Ceca 104–8 (Viadana, Stadio Zaffanella, 18 maggio 1994)[1].
- Sconfitta con il massimo scarto: 101 punti
Sudafrica - Italia 101-0 (Durban, ABSA Stadium, 19 giugno 1999)[2]
- Incontro con il massimo numero di punti realizzati: 104 punti
Italia - Rep. Ceca 104–8[1]
- Incontro con il massimo numero di punti subìti: 101 punti
Sudafrica - Italia 101-0[2]
Nuova Zelanda - Italia 101-3 (Huddersfield, McAlpine Stadium, 14 ottobre 1999)[3]
- Incontro con il massimo numero di punti complessivi: 113 punti
Nuova Zelanda - Italia 96-17 (Décines-Charpieu, Parc OL, 29 settembre 2023)
- Maggior numero di vittorie consecutive: 9[N 1]
- Inizio serie: 12 maggio 1968, Portogallo - Italia 3-17 (Lisbona, Stadio Universitario).
  - Fine serie: 31 maggio 1970, Madagascar - Italia 6-9 (Antananarivo).
- Maggior numero di sconfitte consecutive: 13
  - Inizio serie: 8 novembre 2008, Italia - Australia 20-30 (Padova, Stadio Euganeo).
  - Fine serie: 21 novembre 2009, Italia - Sudafrica 10-32 (Udine, Stadio Friuli).

### Confronti totali con le altre nazionali
Test match e incontri ufficiali della nazionale italiana di rugby a 15 al 1º febbraio 2025.
Nel presente schema non sono compresi i risultati decisi a seguito di annullamento gare.
Tutti i dati sono menzionati su Rugby 2021.
| Avversario        | 1º incontro      | 1ª vittoria       | G   | V   | N  | P   | P+   | P-    | P±     | % V/G  |
| ----------------- | ---------------- | ----------------- | --- | --- | -- | --- | ---- | ----- | ------ | ------ |
| Argentina         | 24 ottobre 1978  | 24 ottobre 1978   | 24  | 5   | 1  | 18  | 417  | 644   | -227   | 20,83  |
| Australia         | 22 ottobre 1983  | 12 novembre 2022  | 21  | 1   | 0  | 20  | 315  | 733   | -418   | 4,76   |
| Belgio            | 10 ottobre 1937  | 10 ottobre 1937   | 2   | 2   | 0  | 0   | 75   | 0     | +75    | 100,00 |
| Bulgaria          | 2 marzo 1969     | 2 marzo 1969      | 1   | 1   | 0  | 0   | 17   | 0     | +17    | 100,00 |
| Canada            | 25 giugno 1983   | 1º luglio 1983    | 10  | 8   | 0  | 2   | 294  | 135   | +159   | 80,00  |
| Catalogna         | 14 aprile 1934   | 24 marzo 1935     | 2   | 1   | 1  | 0   | 10   | 8     | +2     | 50,00  |
| Croazia           | 17 giugno 1993   | 17 giugno 1993    | 1   | 1   | 0  | 0   | 76   | 11    | +65    | 100,00 |
| Figi              | 14 giugno 1980   | 31 maggio 1987    | 12  | 6   | 0  | 6   | 282  | 275   | +7     | 50,00  |
| Francia           | 17 ottobre 1937  | 22 marzo 1997     | 48  | 3   | 1  | 44  | 567  | 1494  | -927   | 6,25   |
| Galles            | 12 ottobre 1994  | 15 febbraio 2003  | 32  | 4   | 1  | 27  | 506  | 1073  | -567   | 12,50  |
| Georgia           | 6 settembre 2003 | 6 settembre 2003  | 4   | 3   | 0  | 1   | 98   | 84    | +14    | 75,00  |
| Germania Ovest    | 14 maggio 1936   | 14 ottobre 1937   | 20  | 15  | 1  | 4   | 253  | 123   | +130   | 75,00  |
| Giappone          | 21 ottobre 1976  | 10                | 8   | 0   | 2  | 325 | 181  | +144  | 80,00  |        |
| Inghilterra       | 8 ottobre 1991   |                   | 30  | 0   | 0  | 30  | 375  | 1190  | -815   | 0,00   |
| Irlanda           | 31 ottobre 1988  | 6 maggio 1995     | 36  | 4   | 0  | 32  | 523  | 1280  | -757   | 11,11  |
| Isole Cook        | 6 luglio 1980    |                   | 1   | 0   | 0  | 1   | 6    | 15    | -9     | 0,00   |
| Jugoslavia        | 29 dicembre 1968 | 3                 | 3   | 0   | 0  | 60  | 22   | +38   | 100,00 |        |
| Madagascar        | 24 marzo 1970    | 2                 | 2   | 0   | 0  | 26  | 15   | +11   | 100,00 |        |
| Marocco           | 21 febbraio 1971 | 20 settembre 1979 | 8   | 6   | 0  | 2   | 184  | 52    | +132   | 75,00  |
| Namibia           | 15 giugno 1991   | 23 giugno 2001    | 5   | 3   | 0  | 2   | 174  | 104   | +70    | 60,00  |
| Nuova Zelanda     | 22 maggio 1987   |                   | 17  | 0   | 0  | 17  | 163  | 981   | -818   | 0,00   |
| Paesi Bassi       | 23 novembre 1975 | 4                 | 4   | 0   | 0  | 178 | 27   | +151  | 100,00 |        |
| Pacific Islanders | 22 novembre 2008 | ―                 | 1   | 0   | 0  | 1   | 17   | 25    | -8     | 0,00   |
| Polonia           | 25 ottobre 1975  | 25 ottobre 1975   | 7   | 6   | 0  | 1   | 165  | 49    | +116   | 85,71  |
| Portogallo        | 7 maggio 1967    | 13                | 11  | 1   | 1  | 371 | 102  | +269  | 84,62  |        |
| Rep. Ceca         | 12 febbraio 1933 | 12                | 10  | 1   | 1  | 266 | 62   | +204  | 83,33  |        |
| Romania           | 26 dicembre 1934 | 44                | 25  | 3   | 16 | 711 | 654  | +57   | 56,82  |        |
| Russia            | 6 novembre 1993  | 5                 | 5   | 0   | 0  | 283 | 76   | +207  | 100,00 |        |
| Samoa             | 27 maggio 1995   | 28 novembre 2009  | 9   | 3   | 0  | 6   | 183  | 225   | -42    | 33,33  |
| Scozia            | 14 dicembre 1996 | 24 gennaio 1998   | 37  | 9   | 0  | 28  | 621  | 960   | -339   | 24,32  |
| Spagna            | 20 maggio 1929   | 29 maggio 1930    | 27  | 23  | 1  | 3   | 581  | 187   | +394   | 85,19  |
| Stati Uniti       | 5 ottobre 1991   | 5                 | 5   | 0   | 0  | 154 | 74   | +80   | 100,00 |        |
| Sudafrica         | 12 novembre 1995 | 19 novembre 2016  | 16  | 1   | 0  | 15  | 195  | 764   | -569   | 6,25   |
| Tonga             | 10 ottobre 1999  | 15 ottobre 2003   | 6   | 4   | 0  | 2   | 190  | 96    | +94    | 66,67  |
| Tunisia           | 20 ottobre 1984  | 3                 | 3   | 0   | 0  | 60  | 19   | +41   | 100,00 |        |
| Unione Sovietica  | 18 novembre 1978 | 22 maggio 1983    | 14  | 4   | 1  | 9   | 171  | 165   | +6     | 28,57  |
| Uruguay           | 22 agosto 1999   | 5                 | 5   | 0   | 0  | 147 | 52   | +95   | 100,00 |        |
| Zimbabwe          | 16 giugno 1973   | 22 giugno 1985    | 4   | 3   | 0  | 1   | 74   | 67    | +7     | 75,00  |
| TOTALE            | TOTALE           | TOTALE            | 501 | 197 | 12 | 292 | 9113 | 12025 | −2912  | 39,32  |

### Confronti nel Sei Nazioni con le altre nazionali
| Avversario  | G   | V  | N | P   | PF   | PS   | % V/G |
| ----------- | --- | -- | - | --- | ---- | ---- | ----- |
| Francia     | 25  | 2  | 1 | 22  | 374  | 850  | 8,00  |
| Galles      | 25  | 4  | 1 | 20  | 364  | 849  | 16,00 |
| Inghilterra | 25  | 0  | 0 | 25  | 311  | 980  | 0,00  |
| Irlanda     | 25  | 1  | 0 | 24  | 322  | 947  | 4,00  |
| Scozia      | 25  | 8  | 0 | 17  | 429  | 611  | 32,00 |
| TOTALE      | 125 | 15 | 2 | 108 | 1800 | 4237 | 12,00 |

### Confronti in Coppa del Mondo con le altre nazionali

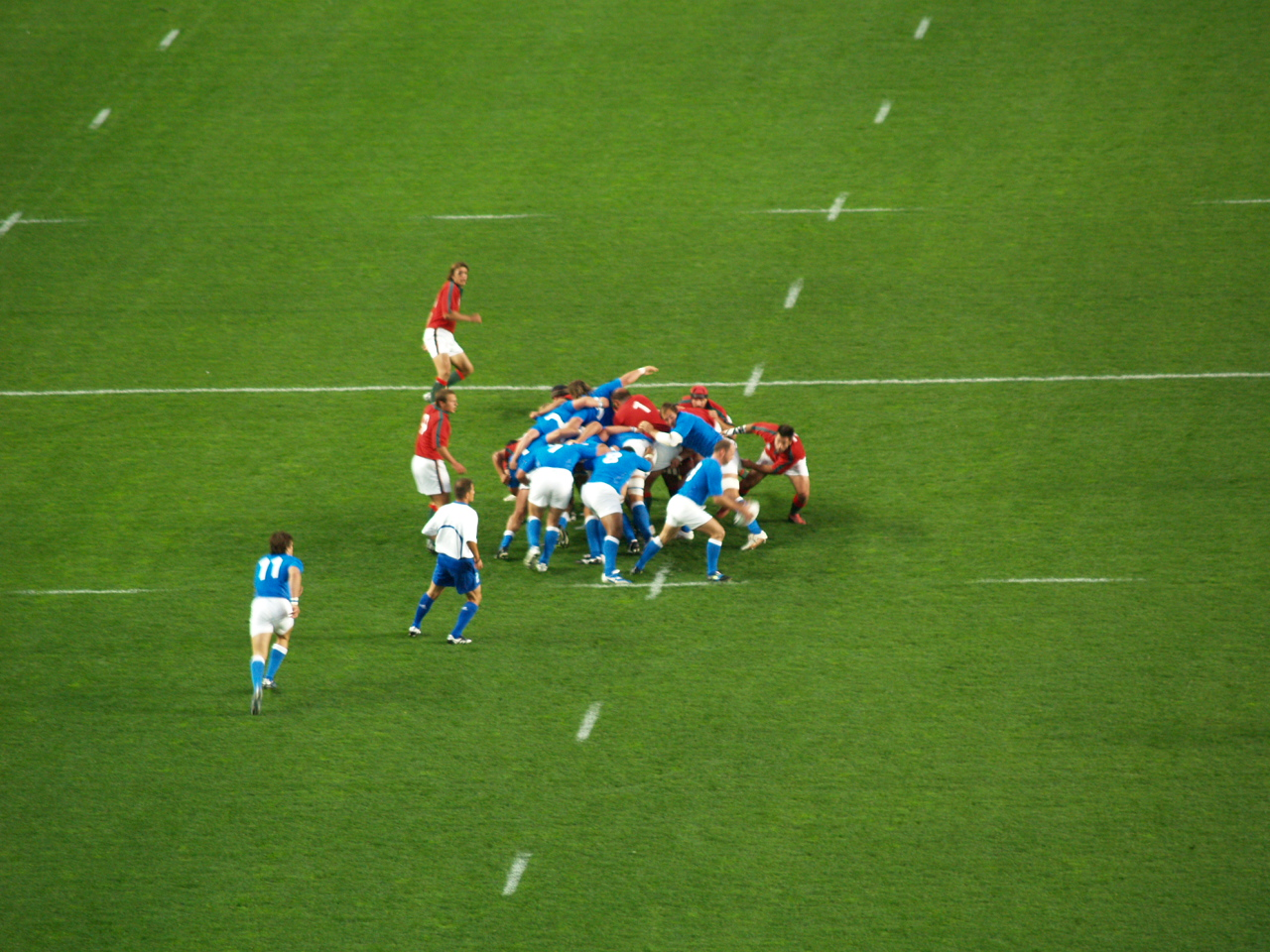
Una fase di - alla in Francia

| Avversario    | G  | V  | N | P  | PF  | PS   | % V/G  |
| ------------- | -- | -- | - | -- | --- | ---- | ------ |
| Nuova Zelanda | 6  | 0  | 0 | 6  | 68  | 444  | 0,00   |
| Inghilterra   | 3  | 0  | 0 | 3  | 33  | 130  | 0,00   |
| Canada        | 3  | 3  | 0 | 0  | 90  | 40   | 100,00 |
| Argentina     | 2  | 1  | 0 | 1  | 47  | 50   | 50,00  |
| Irlanda       | 2  | 0  | 0 | 2  | 15  | 52   | 0,00   |
| Francia       | 2  | 0  | 0 | 2  | 17  | 92   | 0,00   |
| Romania       | 2  | 2  | 0 | 0  | 56  | 40   | 100,00 |
| Stati Uniti   | 2  | 2  | 0 | 0  | 57  | 19   | 100,00 |
| Tonga         | 2  | 1  | 0 | 1  | 61  | 40   | 50,00  |
| Australia     | 1  | 0  | 0 | 1  | 6   | 32   | 0,00   |
| Figi          | 1  | 1  | 0 | 0  | 18  | 15   | 100,00 |
| Galles        | 1  | 0  | 0 | 1  | 15  | 27   | 0,00   |
| Portogallo    | 1  | 1  | 0 | 0  | 31  | 5    | 100,00 |
| Russia        | 1  | 1  | 0 | 0  | 53  | 17   | 100,00 |
| Samoa         | 1  | 0  | 0 | 1  | 18  | 42   | 0,00   |
| Scozia        | 1  | 0  | 0 | 1  | 16  | 18   | 0,00   |
| Namibia       | 2  | 2  | 0 | 0  | 99  | 30   | 100,00 |
| Sudafrica     | 1  | 0  | 0 | 1  | 3   | 49   | 0,00   |
| Uruguay       | 1  | 1  | 0 | 0  | 38  | 17   | 100,00 |
| TOTALE        | 35 | 15 | 0 | 20 | 741 | 1159 | 42,86  |

## Statistiche individuali

### Generali
- Maggior numero di presenze: Sergio Parisse (142)
- Maggior numero di punti realizzati: Diego Domínguez (983)
- Maggior numero di mete segnate: Marcello Cuttitta (25)

### Dettaglio

#### Presenze

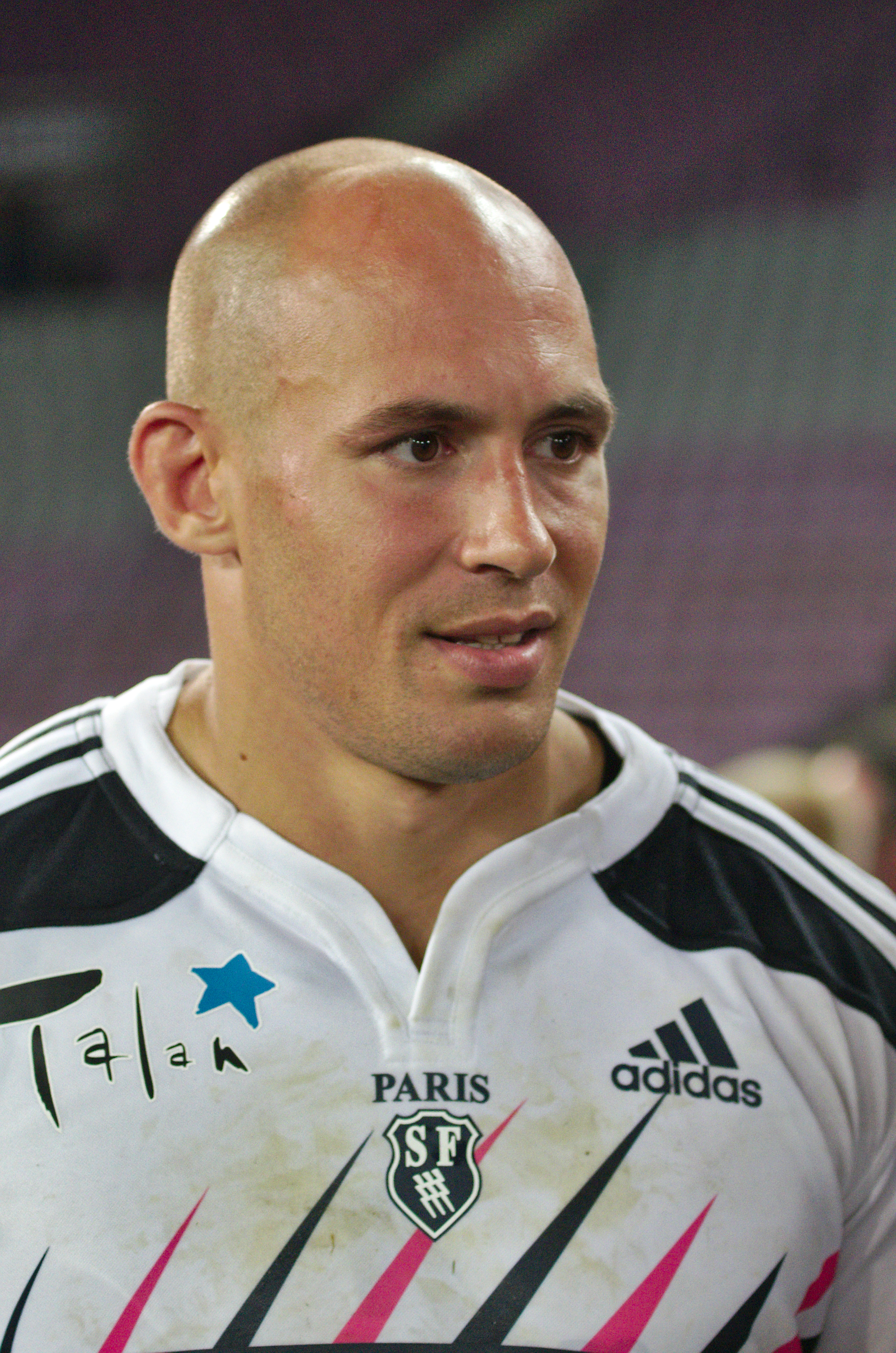
Sergio Parisse, 142 presenze in nazionale

| Presenze | Giocatore             | Anni      |
| -------- | --------------------- | --------- |
| 142      | Sergio Parisse        | 2002-2019 |
| 119      | Martín Castrogiovanni | 2001-2015 |
| 119      | Alessandro Zanni      | 2005-2020 |
| 112      | Marco Bortolami       | 2001-2015 |
| 107      | Leonardo Ghiraldini   | 2006-2021 |
| 106      | Mauro Bergamasco      | 1998-2015 |
| 103      | Andrea Lo Cicero      | 2000-2013 |
| 101      | Alessandro Troncon    | 1994-2007 |
| 95       | Andrea Masi           | 1999-2015 |
| 89       | Mirco Bergamasco      | 2002-2012 |
| 89       | Luke McLean           | 2008-2017 |

#### Punti realizzati

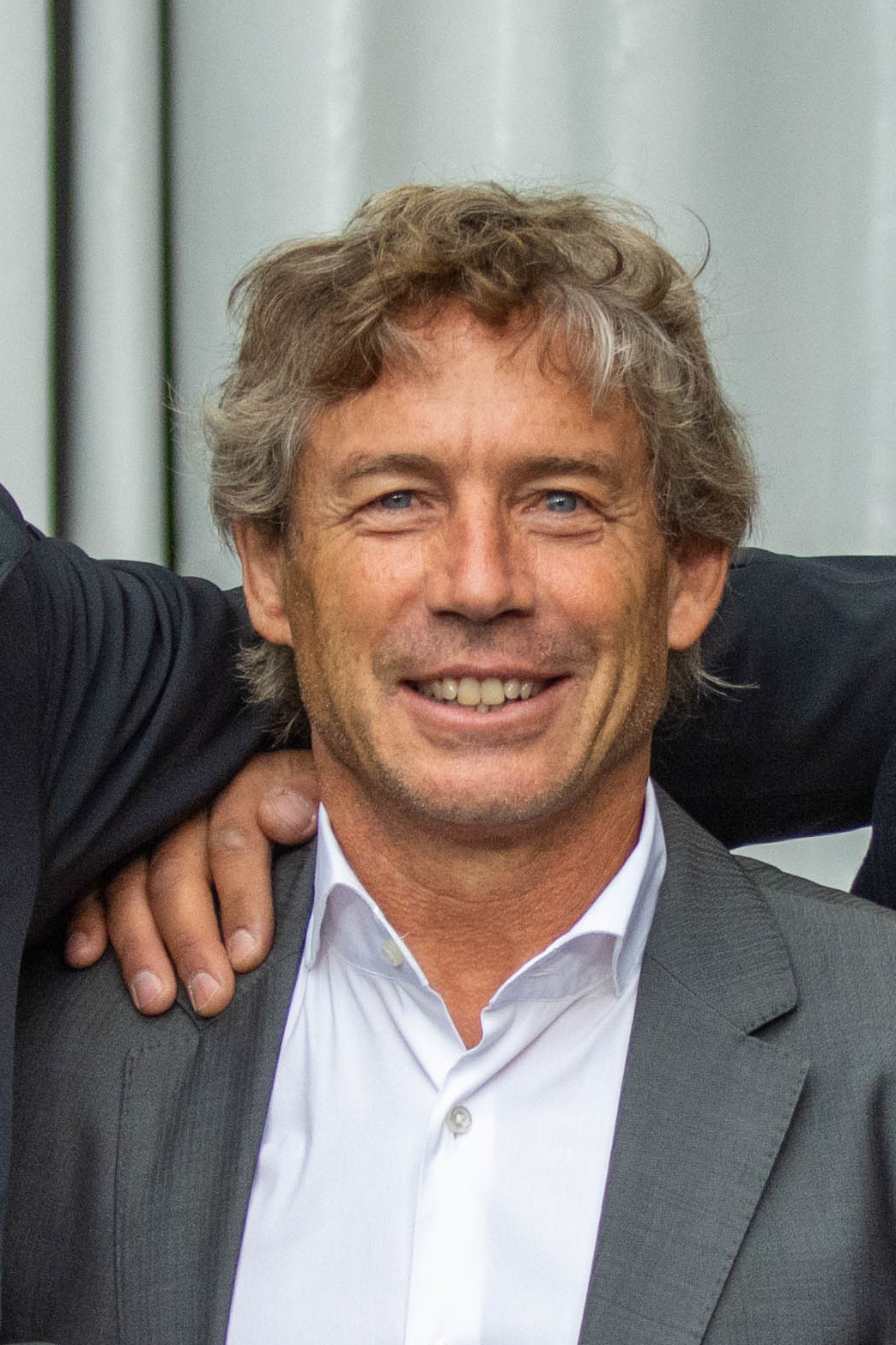
Diego Domínguez, 983 punti in nazionale

| Punti | Giocatore          | Anni      |
| ----- | ------------------ | --------- |
| 983   | Diego Domínguez    | 1991-2003 |
| 552   | Tommaso Allan      | 2013-     |
| 483   | Stefano Bettarello | 1979-1988 |
| 294   | Luigi Troiani      | 1985-1995 |
| 260   | Ramiro Pez         | 2000-2007 |
| 256   | Mirco Bergamasco   | 2002-2012 |
| 241   | Paolo Garbisi      | 2020-     |
| 154   | Luciano Orquera    | 2004-2015 |
| 152   | Carlo Canna        | 2015-2021 |
| 147   | David Bortolussi   | 2006-2008 |

#### Mete realizzate

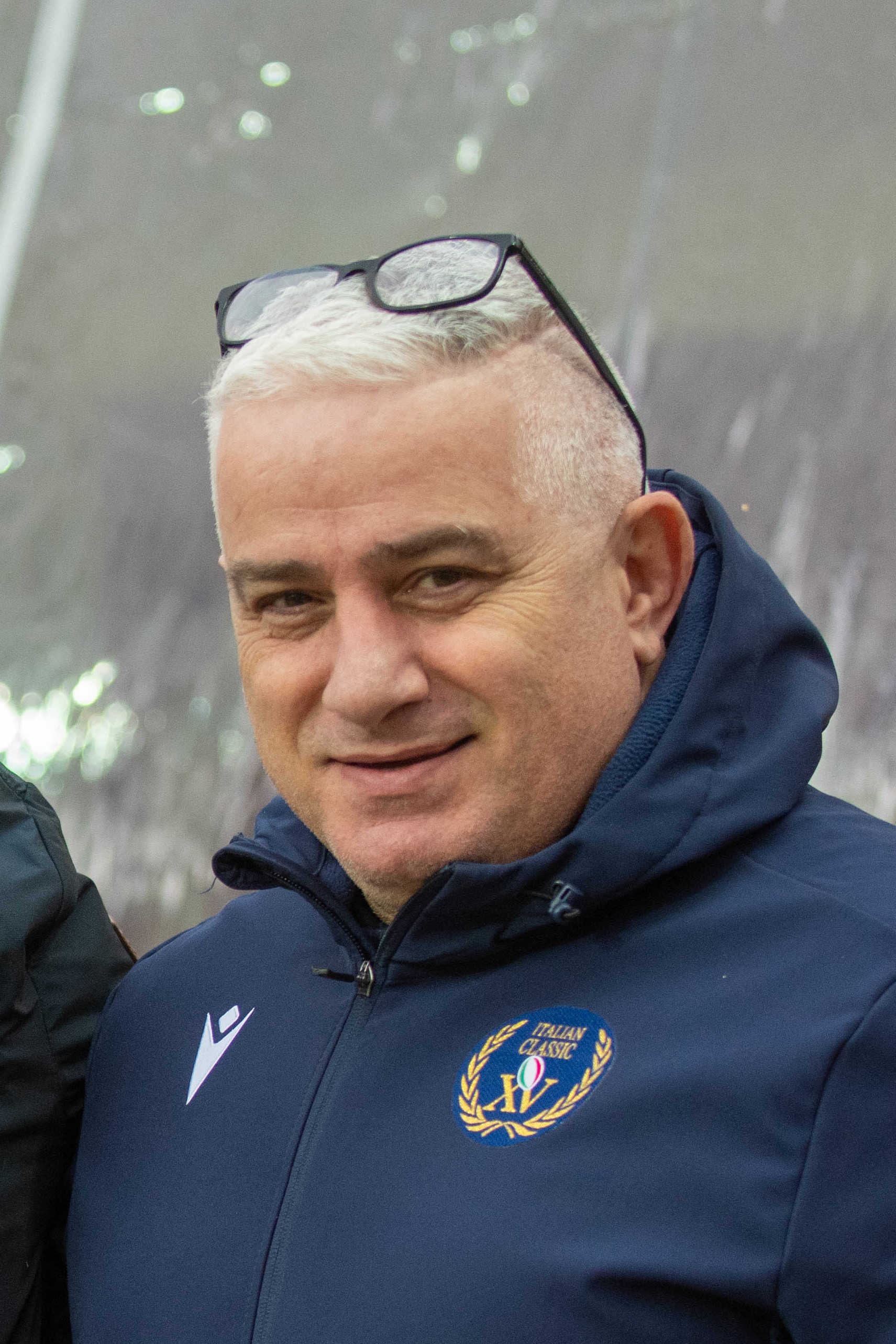
Marcello Cuttitta, 25 mete in nazionale

| Mete | Giocatore           | Anni      |
| ---- | ------------------- | --------- |
| 25   | Marcello Cuttitta   | 1987-1999 |
| 22   | Paolo Vaccari       | 1991-2003 |
| 21   | Carlo Checchinato   | 1990-2004 |
| 21   | Manrico Marchetto   | 1972-1981 |
| 19   | Alessandro Troncon  | 1994-2007 |
| 17   | Mirco Bergamasco    | 2002-2012 |
| 17   | Serafino Ghizzoni   | 1977-1987 |
| 17   | Massimo Mascioletti | 1977-1990 |
| 16   | Ivan Francescato    | 1990-1997 |
| 16   | Sergio Parisse      | 2002-2019 |
| 16   | Monty Ioane         | 2020 -    |

## Città ospitanti
Città che hanno ospitato la nazionale al 31 dicembre 2024.
Roma è la sede più utilizzata, 85 incontri, ed è anche l'unica ad avere accolto la squadra in quattro stadi diversi: il Nazionale, il Testaccio, il Flaminio e l'Olimpico.
Padova e Parma, altresì, hanno ospitato la nazionale in tre impianti diversi. 
| Città                    | Incontri | Primo            | Ultimo           |
| ------------------------ | -------- | ---------------- | ---------------- |
| Aosta                    | 1        | 26 novembre 1972 | 26 novembre 1972 |
| Ascoli Piceno            | 2        | 28 novembre 2009 | 8 novembre 2014  |
| Asti                     | 1        | 6 settembre 2003 | 6 settembre 2003 |
| Benevento                | 2        | 22 dicembre 1979 | 18 novembre 2000 |
| Biella                   | 1        | 27 novembre 2004 | 27 novembre 2004 |
| Bologna                  | 4        | 22 marzo 1964    | 20 dicembre 1997 |
| Brescia                  | 6        | 22 aprile 1962   | 1º novembre 1997 |
| Calvisano                | 1        | 21 maggio 1994   | 21 maggio 1994   |
| Catania                  | 6        | 7 dicembre 1958  | 1º ottobre 1994  |
| Cesena                   | 1        | 13 agosto 2011   | 13 agosto 2011   |
| Cremona                  | 1        | 16 novembre 2013 | 16 novembre 2013 |
| Firenze                  | 7        | 20 novembre 2010 | 12 novembre 2022 |
| Fontanafredda            | 1        | 25 novembre 2006 | 25 novembre 2006 |
| Frascati                 | 1        | 14 aprile 1990   | 14 aprile 1990   |
| Genova                   | 11       | 24 marzo 1935    | 17 novembre 2024 |
| Ivrea                    | 1        | 21 maggio 1972   | 21 maggio 1972   |
| Jesi                     | 1        | 13 aprile 1986   | 13 aprile 1986   |
| L'Aquila                 | 17       | 6 novembre 1966  | 7 ottobre 2006   |
| Livorno                  | 1        | 8 dicembre 1965  | 8 dicembre 1965  |
| Milano                   | 13       | 29 maggio 1930   | 14 novembre 2009 |
| Modena                   | 1        | 27 novembre 2010 | 27 novembre 2010 |
| Monza                    | 1        | 26 novembre 2005 | 26 novembre 2005 |
| Napoli                   | 5        | 19 aprile 1954   | 7 aprile 1990    |
| Padova                   | 15       | 27 aprile 1952   | 5 novembre 2022  |
| Parma                    | 6        | 23 maggio 1948   | 20 novembre 2021 |
| Piacenza                 | 3        | 15 gennaio 1961  | 7 novembre 1998  |
| Prato                    | 1        | colspan = 2      | 12 novembre 2005 |
| Reggio Calabria          | 2        | 10 maggio 1975   | 26 novembre 1977 |
| Reggio Emilia            | 1        | 22 novembre 2008 | 22 novembre 2008 |
| Rho                      | 1        | colspan = 2      | 5 maggio 1974    |
| Roma                     | 85       | 22 aprile 1935   | 9 marzo 2024     |
| Rovigo                   | 18       | 28 marzo 1948    | 11 112000        |
| Saint-Vincent            | 1        | 18 agosto 2007   | 18 agosto 2007   |
| San Benedetto del Tronto | 2        | 17 agosto 2019   | 19 agosto 2023   |
| San Donà di Piave        | 1        | 29 dicembre 1968 | 29 dicembre 1968 |
| Torino                   | 4        | 15 novembre 2018 | 22 novembre 2024 |
| Treviso                  | 15       | 17 aprile 1960   | 26 agosto 2023   |
| Udine                    | 2        | 21 novembre 2009 | 8 novembre 2024  |
| Venezia                  | 1        | 3 novembre 1968  | 3 novembre 1968  |
| Verona                   | 1        | 13 novembre 2010 | 13 novembre 2010 |
| Viadana                  | 1        | 18 maggio 1994   | 18 maggio 1994   |